# Tiếng Nahuatl
Tiếng Nahuatl (phát âm tiếng Nahuatl: [ˈnaːwat͡ɬ] ⓘ), tiếng Aztec, hoặc tiếng Mexicano, là một ngôn ngữ hoặc một nhóm ngôn ngữ thuộc ngữ hệ Uto-Aztec. Hiện trên thế giới có tầm 1,7 triệu người dân tộc Nahua nói thứ tiếng này như tiếng mẹ đẻ. Họ sinh sống chủ yếu ở miền Trung Mexico và một bộ phận thiểu số sống ở Hoa Kỳ.
Cư dân miền trung Mexico bắt đầu nói tiếng Nahuatl ít nhất kể từ thế kỷ thứ 7 CN. Đây là ngôn ngữ mẹ đẻ của người Aztec/Mexica, một sắc dân từng phát triển rất hùng cường vào giai đoạn Hậu cổ điển trong lịch sử Trung Bộ châu Mỹ. Nhiều thế kỷ trước cuộc chinh phục của Tây Ban Nha–Tlaxcala, người Aztec đã liên tục mở mang bờ cõi đế chế của họ, thôn tính phần lớn miền trung Mexico. Tầm ảnh hưởng kinh tế – chính trị – xã hội của đế quốc Aztec đã nâng vị thế của phương ngữ Nahuatl, vốn chỉ được nói tại thị quốc Tenochtitlan, thành một ngôn ngữ uy tín thực sự của Trung bộ Châu Mỹ.
Sau khi kỷ nguyên chinh phục khép lại, thực dân Tây Ban Nha và các nhà truyền giáo phương Tây du nhập bảng chữ cái Latinh vào châu Mỹ, góp phần biến tiếng Nahuatl thành một ngôn ngữ thành văn thực thụ. Rất nhiều các tác phẩm sử học, sách ngữ pháp, thơ ca, văn thư hành chính, và thủ bản đã được xuất bản trong tiếng Nahuatl suốt từ thế kỷ thứ 16–17. Chuẩn ngôn ngữ văn chương sơ khai này phần lớn dựa theo giọng Tenochtitlan, hay còn gọi là tiếng Nahuatl cổ điển. Đây là một trong những ngôn ngữ châu Mỹ được nghiên cứu kỹ càng nhất và sở hữu lịch sử ghi chép hoàn thiện nhất.
Ngày nay, một số cộng đồng bản địa rải rác khắp nông thôn miền trung và dọc bờ biển México vẫn sử dụng các dạng tiếng Nahuatl trong đối thoại thường nhật. Những dạng ấy khác biệt đáng kể khi so với nhau, thậm chí có trường hợp không thể thông hiểu lẫn nhau. Tiếng Nahuatl Huasteca là biến thể tiếng Nahuatl có số lượng người nói nhiều nhất, với hơn 1 triệu người nói. Tất cả các biến thể Nahuatl hiện đại đều chịu ảnh hưởng ít nhiều từ tiếng Tây Ban Nha. Qua quá trình diễn tiến ngôn ngữ, tiếng Nahuatl cổ điển đã dần mất đi và phái sinh những ngôn ngữ mới, song một số đặc điểm cổ của nó vẫn còn được bảo tồn trong một số biến thể hiện đại phân bố trong thung lũng México. Theo Công pháp về Quyền Ngôn ngữ của các Dân tộc Bản địa (tiếng Tây Ban Nha: Ley General de Derechos Lingüísticos de los Pueblos Indígenas) do chinh phủ México ban hành vào năm 2003, tiếng Nahuatl cùng 63 ngôn ngữ bản địa khác được chính thức công nhận là ngôn ngữ quốc gia (lenguas nacionales) tại những địa phương có người nói thứ tiếng tương ứng, tức là chúng có địa vị pháp lý bình đẳng với tiếng Tây Ban Nha tại địa phương đó.
Hình thái học của tiếng Nahuatl khá phức tạp, đặc trưng bởi tính hỗn nhập và chắp dính. Qua hàng thế kỷ tồn tại song song với các ngôn ngữ Trung Bộ châu Mỹ bản điại, tiếng Nahuatl cũng đã chịu nhiều ảnh hưởng từ các ngôn ngữ xung quanh, và do vậy nên nó được coi là một phần của khu vực ngôn ngữ Trung Bộ châu Mỹ. Nhiều từ vựng tiếng Nahuatl đã len lỏi vào vốn từ tiếng Tây Ban Nha, rồi tiếp tục khuếch tán sang hàng trăm ngôn ngữ khác. Hầu hết các từ mượn chỉ những sản vật đặc hữu của miền trung México do người Tây Ban Nha lần đầu tiên nghe thấy chúng qua tiếng Nahuatl, chẳng hạn "aguacate" (trái bơ), "chayote" (cây su su), "jitomate" (cà chua), v.v.

## Phân loại học

Sơ đồ cây biểu thị mối quan hệ giữa nhóm Nahua và các nhóm còn lại thuộc ngữ hệ Uto-Aztec, dựa trên phân loại nội nhóm Nahua đề xuất bởi Terrence Kaufman (2001)

Về mặt tên gọi, danh từ Nahuatl thường được dùng để chỉ một nhóm các ngôn ngữ có quan hệ mật thiết, hoặc các phương ngữ phân kỳ, thuộc ngành Nahua của ngữ hệ Uto-Aztec. Instituto Nacional de Lenguas Indígenas (Viện Quốc gia về Ngôn ngữ Dân tộc Bản địa) của Mexico công nhận 30 biến thể riêng biệt tồn tại trong "nhóm ngôn ngữ" Nahuatl. Tuy vậy Ethnologue chỉ công nhận 28 biến thể với mã ISO chính thức. Theo một số phân loại, tiếng Nahuatl còn bao gồm cả tiếng Pipil (Nawat) ở El Salvador và Nicaragua. Bất kể Nahuatl có là một dãy liên tục phương ngữ hay là một tập hợp ngôn ngữ đi chăng nữa, thì chúng vẫn tạo thành một chi nhánh đơn lẻ của hệ Uto-Aztec, đều phát sinh từ cùng một sơ ngữ là tiếng Nahua nguyên thủy. Đối với nhà nước Mexico, câu hỏi liệu nên coi chúng là các biến thể hay các phương ngữ của cùng một ngôn ngữ lại bị làm rối rắm thêm bởi các vấn đề chính trị.
Trong quá khứ, nhánh Uto-Aztec chứa tiếng Nahuatl được gọi là Aztecan. Kể từ những năm 1990 trở đi, cách gọi Nahuan đã trở nên phổ biến và thay thế cách gọi cũ, đặc biệt là trong các ấn phẩm tiếng Tây Ban Nha. Theo đồng thuận đa số, nhánh Nahuan (Aztecan) của hệ Uto-Aztec được chia thành hai nhóm: Aztec chung và Pochutec.
Nhóm Aztec chung bao gồm tiếng Nahuatl và tiếng Pipil; nhóm Pochutec chỉ bao gồm tiếng Pochutec, một ngôn ngữ đã thất truyền trong thế kỷ 20, chưa được nghiên cứu kĩ lưỡng. Campbell và Langacker cho rằng tiếng Pochutec nằm ngoài nhóm Aztec, song một số nhà nghiên cứu lại cho rằng nó nên được coi là một biến thể phân kỳ thuộc khu vực ngoại vi phía tây.
Nahuatl tất nhiên bao hàm tiếng Nahuatl cổ điển, cùng các ngôn ngữ có quan hệ gần gũi với nó ở Mexico. Giới ngôn ngữ học vẫn chưa thống nhất được là có nên xếp tiếng Pipil vào nhóm này hay không. Lyle Campbell (1997) tách tiếng Pipil khỏi nhánh Nahuatl của nhóm Aztec; trong khi các nhà phương ngữ học như Una Canger, Karen Dakin, Yolanda Lastra, và Terrence Kaufman lại nghiêng về phương án xếp tiếng Pipil vào nhánh Aztec chung, dẫn chứng các mối quan hệ lịch sử gần gũi của nó với các phương ngữ ngoại vi đông của nhánh Aztec chung.
Nghiên cứu hiện nay về cấp phân loại thấp hơn của nhóm Nahuatl dựa phần lớn vào các công trình của Canger (1980), Canger (1988) và Lastra de Suárez (1986). Canger giới thiệu mô hình phân loại bao gồm một nhóm Trung Tâm và hai nhóm Ngoại vi. Lastra tán thành quan điểm này, tuy vẫn bất đồng ở một vài chi tiết. Canger & Dakin (1985) đã chứng minh rằng có một đứt gãy giữa nhánh Đông và Tây Nahua, dấu hiệu khả dĩ về sự phân tách sớm nhất của cộng đồng nói tiếng proto-Nahua. Canger ban đầu nhìn nhận khu vực phương ngữ trung tâm như một cận vùng biến đổi cao của nhánh Tây; song vào năm 2011, bà đề xuất khu vực này vốn phát sinh từ một ngôn ngữ koiné thành thị sở hữu các đặc điểm của khu vực phương ngữ Tây lẫn Đông. Canger (1988) đề xuất, song không dám chắc, rằng các phương ngữ ở La Huasteca đều thuộc về nhóm Trung tâm. Trước đó thì Lastra de Suárez (1986) đã xếp chúng vào nhóm Ngoại vi Đông, quan điểm mà được tiếp nối bởi Kaufman (2001).

### Thuật ngữ
Không có sự nhất quán về thuật ngữ chỉ các biến thể của tiếng Nahuatl. Nahuatl vốn là một danh từ tiếng Nahuatl, có lẽ bắt nguồn từ nāwatlaʔtōlli [naːwat͡laʔˈtoːlli] ('ngôn ngữ trong trẻo'). Ngôn ngữ này trước đây được gọi là tiếng Aztec vì lẽ nó từng được nói bởi dân tộc Aztec ở Trung Mexico (phát âm tiếng Nahuatl: [asˈteːkaḁ]). Dưới sự cai trị của đế chế Aztec đóng đô ở Mexico-Tenochtitlan, thứ tiếng này dần trở thành biểu tượng tương liên với bá quyền của nhóm sắc tộc mēxihcah [meːˈʃiʔkaḁ], do vậy tiếng Nahuatl xưa kia có tên là mēxihcacopa [meːʃiʔkaˈkopaˀ] 'theo lề thói của người Mexica' hay mēxihcatlahtolli 'ngôn ngữ Mexica'. Ngày nay hiếm ai còn sử dụng từ "Aztec" để chỉ các ngôn ngữ Nahuan hiện đại, song tên gọi truyền thống do các nhà ngôn ngữ học đặt cho một nhánh của hệ ngôn ngữ Ute-Aztec vẫn giữ nguyên là "Aztec", tuy cũng có một số nhà ngôn ngữ học ưa chuộng cách gọi Nahuan hơn. Kể từ năm 1978, người ta dùng thuật ngữ Aztec chung/General Aztec để chỉ nhánh ngôn ngữ Aztec ngoại trừ  tiếng Pochutec.
Người bản ngữ Nahuatl thường gọi tiếng mẹ đẻ của mình bằng danh từ Mexicano hoặc một từ nào đó bắt nguồn từ mācēhualli (nghĩa đen là "dân thường" trong tiếng Nahuatl). Ví dụ, người bản ngữ Nahuatl ở vùng Tetelcingo, Morelos gọi tiếng mẹ đẻ của mình là mösiehuali. Người Pipil ở El Sanvador không gọi tiếng mẹ đẻ của mình là "Pipil" như phần đông giới ngôn ngữ học, mà gọi bằng cái tên nawat. Người Nahua ở bang Durango gọi ngôn ngữ của mình là Mexicanero. Người nói tiếng Nahuatl ở Eo đất Tehuantepec gọi ngôn ngữ của mình là mela'tajtol 'ngôn ngữ ngay thẳng'. Một số cộng đồng ngôn ngữ dùng từ Nahuatl để chỉ tiếng mẹ đẻ, song đây có vẻ là hiện tượng mới nổi thời hiện đại. Các nhà ngôn ngữ học thường định danh cho một phương ngữ Nahuatl bằng cách gắn thêm địa danh của ngôi làng hay khu vực tương ứng vào làm tính ngữ.

## Lịch sử

### Thời tiền Colombo
Về vấn đề nguồn gốc địa lý, giới ngôn ngữ học thế kỷ 20 đồng thuận cho rằng ngữ hệ Ute-Aztec phát tích ở miền tây nam Hoa Kỳ. Bằng chứng khảo cổ học và dân tộc học ủng hộ luận đề về cuộc khuếch tán nam tiến trải dài trên lục địa Bắc Mỹ, cụ thể là các nhóm dân nói tiếng Nahuan di cư từ Aridoamerica vào miền trung Mexico theo nhiều đợt. Năm 2001, Jane H. Hill phản bác quan điểm truyền thống và đề xuất điều ngược lại, cho rằng ngữ hệ Ute-Aztec bắt nguồn từ miền trung Mexico rồi lan tỏa lên phía bắc. Tuy nhiên giả thuyết này, cũng như sự phân tích dữ liệu mà nó dựa trên, nhận phải nhiều chỉ trích gay gắt.
Cuộc di cư giả thuyết vào Trung Bộ châu Mỹ của người nói tiếng Nahuan nguyên thủy được xác định là diễn ra vào khoảng năm 500 CN, tức gần cuối giai đoạn Cổ điển Sớm theo niên biểu Trung Bộ châu Mỹ. Trước khi đặt chân đến Cao nguyên Mexico, các nhóm tiền-Nahuan có lẽ đã tiếp xúc trong một thời gian dài với các dân tộc nói tiếng Corachol như Cora và Huichol ở tây bắc Mexico (đều là những ngôn ngữ Ute-Aztec).
Trong giai đoạn Cổ điển Sớm, Teotihuacan đóng vai trò trung tâm chính trị và văn hóa của Trung Bộ châu Mỹ. Từ lâu, danh tính (các) ngôn ngữ của các nhà sáng lập thị quốc này đã là chủ đề gây nhiều tranh cãi, theo đó thì giả thuyết mối quan hệ giữa tiếng Nahuatl và Teotihuacan khá nổi tiếng. Cho tới thế kỷ 19 và đầu thế kỷ 20, người ta vẫn cho rằng dân tộc dựng thành Teotihuacan nói tiếng Nahuatl, song các nghiên cứu khảo cổ và ngôn ngữ sau đó đã chống lại điều này. Thời điểm diễn ra dòng nhập cư Nahuatl dường như tương thích với giai đoạn suy vong của Teotihuacan hơn là khi nó trỗi dậy, thế nên giả thuyết dân tộc thành lập Teotihuacan nói tiếng Totonaca có vẻ hợp lý hơn. Mới đây hơn, bằng chứng kim thạch Maya có chứa các từ mượn Nahuatl dường như chỉ ra rằng các ngôn ngữ thuộc khu vực Trung Bộ châu Mỹ đã tiếp xúc với tiếng Nahuan nguyên thủy (hoặc hậu duệ của nó) sớm hơn những gì các chuyên gia từng nghĩ; phát hiện này góp phần củng cố giả thuyết người nói tiếng Nahuatl đã có mặt tại Teotihuacan từ lâu.
Các ngôn ngữ Maya, Oto-Mangue và Mixe–Zoque đã tồn tại cạnh nhau hàng thiên niên kỷ. Do vậy, khu vực tiếp xúc giữa các thứ tiếng ấy được đặt tên là vùng ngôn ngữ Trung Bộ châu Mỹ (khu vực mà các ngôn ngữ sở hữu nhiều điểm chung do sự khuếch tán vay mượn, chứ không phải do thừa hưởng đặc điểm của cùng một ngôn ngữ). Sau khi người Nahua di cư vào vùng văn hóa Trung Bộ châu Mỹ, tiếng nói của họ chịu ảnh hưởng của các ngôn ngữ kia. Một số ví dụ minh chứng cho khẳng định này bao gồm: các danh từ quan hệ, các thành ngữ dịch sao phỏng, và cấu trúc sở hữu cách cực kỳ đặc trưng của Trung Bộ châu Mỹ, xuất hiện trong tiếng Nahuatl.
Ngôn ngữ tổ tiên của tiếng Pochutec có lẽ đã tách khỏi tiếng Nahuan nguyên thủy (hay tiếng Aztec nguyên thủy) sớm tận khoảng năm 400, và dân tộc nói thứ tiếng này đã tràn vào Trung Bộ châu Mỹ trước cả làn sóng nhập cư chính của các dân tộc Nahua về sau. Một số nhóm Nahua còn men theo eo đất Trung Bộ châu Mỹ, nam tiến xuống tận Nicaragua. Ví dụ sống sót duy nhất của nhánh Nahuatl về phía nam Mexico được nhắc đến ở đây là tiếng Pipil cực kỳ nguy cấp của El Salvador.
Bắt đầu từ thế kỷ thứ 7, người nói tiếng Nahua trở thành bá chủ vùng trung nguyên Mexico. Chủ nhân của văn hóa Toltec tại Tula, từng hoạt động ở trung nguyên Mexico vào khoảng thế kỷ thứ 10, được cho là những người nói tiếng Nahuatl. Tới thế kỷ thứ 11, dân số nói tiếng Nahuatl tại Thung lũng Mexico và xa hơn tăng lên ngày một nhiều, thành lập ra các khu định cư như Azcapotzalco, Colhuacan và Cholula. Các đợt di cư của dân Nahua từ phía bắc vào khu vực này tiếp diễn cho đến giai đoạn Hậu cổ điển. Một trong những đợt cuối tràn vào Thung lũng Mexico kết thúc tại Hồ Texcoco. Bầy lưu dân trong đợt này tự xưng là Mexica, và trong vòng 3 năm tiếp sau, đã kiến lập được một đế chế rộng lớn, đóng đô ở Tenochtitlan và khuất phục tất cả các dân tộc lân cận. Tầm ảnh hưởng ngôn ngữ và chính trị của họ đã lan truyền xuống tận Trung Mỹ, góp phần biến tiếng Nahuatl thành lingua franca của giới quý tộc và thương buôn ở Trung Bộ châu Mỹ (kể cả các dân tộc phi-Nahua như người K'iche' Maya). Tenochtitlan bành trướng và trở thành trung tâm quần cư chính của Trung Mỹ, đồng thời trở thành một trong những đô thị lớn nhất trên thế giới lúc bấy giờ. Người nói tiếng Nahuatl từ khắp nơi đổ về đây, góp phần tạo nên một thứ tiếng Nahuatl thành thị mang đặc sắc của nhiều phương ngữ khác nhau. Biến thể đô thị hóa của Tenochtitlan được nhắc đến ở đây chính là tiếng Nahuatl cổ điển; thứ tiếng mà đã được ghi chép rất chi tiết vào thời thực dân.

### Thời thực dân
Với sự kiện người Tây Ban Nha đổ bộ châu Mỹ vào năm 1519, ưu thế thống trị của tiếng Nahuatl đã bị đạp đổ hoàn toàn, tuy vẫn tồn đọng phần nào trong các cộng đồng Nahua dưới ách cai trị của Tây Ban Nha. Rất nhiều tư liệu thời thuộc địa ở Tlaxcala, Cuernavaca, Culhuacan, Coyoacan, Toluca, và các địa điểm khác trong Thung lũng Mexico, được thảo bằng tiếng Nahuatl. Kể từ những năm 1970, giới nghiên cứu lịch sử dân tộc Trung Bộ châu Mỹ đã khảo cứu các văn bản địa phương trong tiếng Nahuatl, cũng như trong các thổ ngữ khác, để tìm kiếm cái nhìn sâu sắc về sự chuyển biến văn hóa dưới thời thuộc địa thông qua hiện tượng biến đổi ngôn ngữ – phong trào học thuật còn có tên là Bác ngữ Mới. Nhiều văn bản trong đó đã được biên dịch và xuất bản một phần hoặc toàn bộ. Các thể loại tư liệu bao gồm bản điều tra dân số, đặc biệt là một bản có niên đại rất sớm từ vùng Cuernavaca, các ghi chép của hội đồng thị trấn từ Tlaxcala, và các di chúc của nhiều người Nahua.
Kể từ khi người Tây Ban Nha lần đầu tiên liên minh với những người nói tiếng Nahuatl từ Tlaxcala và sau đó là với những người Mexica bị đánh bại từ thành Tenochtitlan (người Aztec), tiếng Nahuatl vẫn tiếp tục lan rộng khắp Trung Bộ châu Mỹ trong nhiều thập kỷ sau cuộc chinh phục. Người Tây Ban Nha, đồng hành cùng hàng ngàn chiến binh Nahua bản địa, đã tổ chức hàng loạt các cuộc viễn chinh, lên bắc xuống nam, để thôn tính các vùng lãnh thổ mới. Các khu truyền giáo Dòng Tên do thực dân thành lập ở miền bắc Mexico và Tây Nam Hoa Kỳ thường được bảo vệ bởi một toán quân barrio Tlaxcaltec. Ví dụ, khoảng 14 năm sau khi thành phố Saltillo ở miền đông bắc được thành lập vào năm 1577, cộng đồng Tlaxcaltec tại đây đã được tái định cư sang một làng phụ cận, có tên là San Esteban de Nueva Tlaxcala, để gieo trồng đất đai và hỗ trợ nỗ lực thực dân hóa bấy giờ đang bị cản trở bởi thổ dân thù địch. Ở Trung Mỹ, Pedro de Alvarado xâm lược Guatemala nhờ sự trợ giúp của hàng chục ngàn đồng minh Tlaxcaltec, sau được tái định cư bên ngoài thành phố Antigua Guatemala.

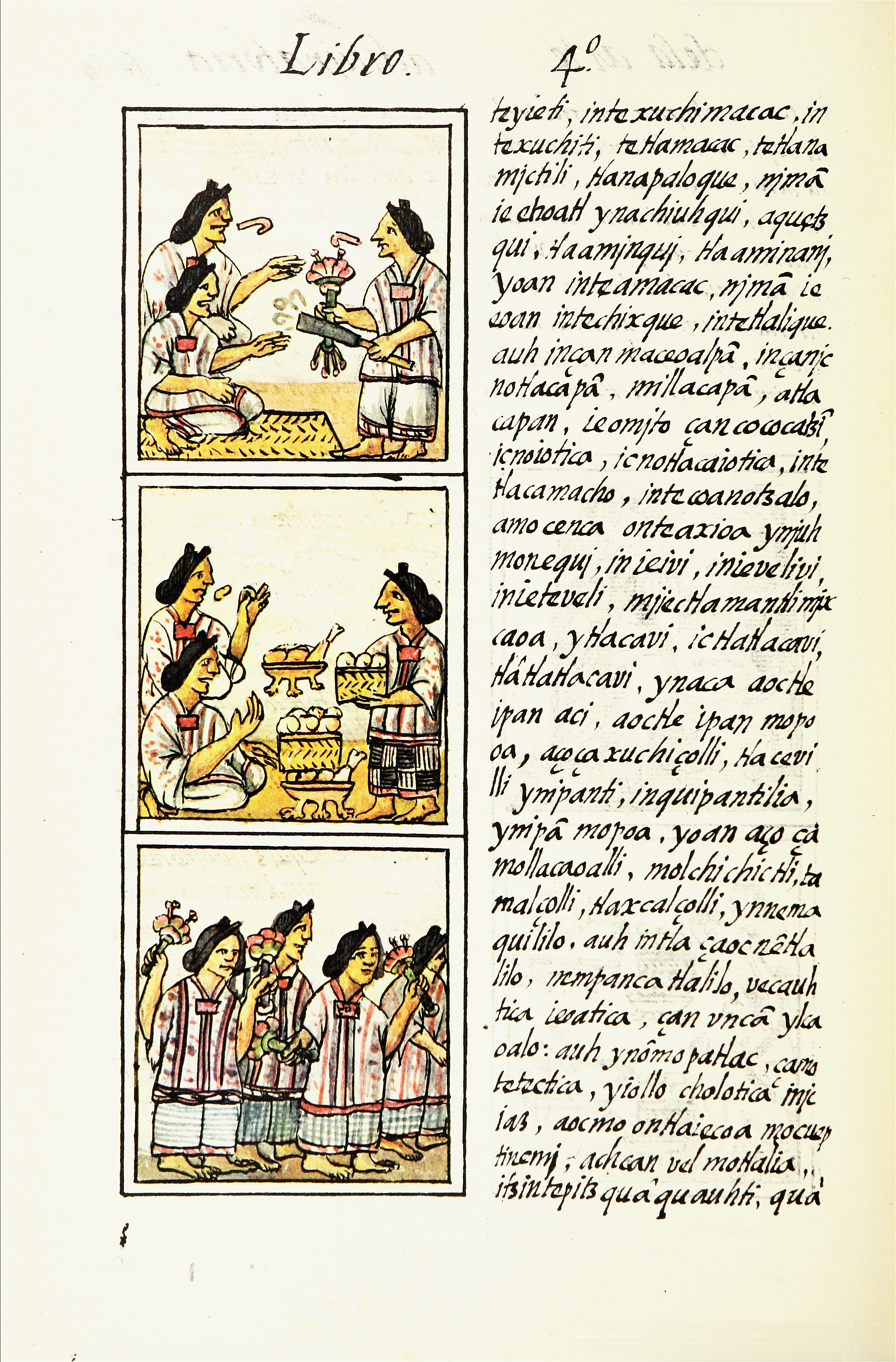
Một trang trong Cuốn IV từ Thủ bản Florentine, viết bằng chữ Latinh tiếng Nahuatl.

Để dễ bề truyền giáo, các tín đồ của nhiều dòng Kitô khác nhau (phần lớn là dòng Phan Sinh, dòng Đa Minh và dòng Tên) đã giới thiệu đến người Nahua bảng chữ cái Latinh. Trong vòng 20 năm đầu tiên sau khi người Tây Ban Nha đặt chân đến Mexico, các văn bản tiếng Nahuatl viết bằng chữ Latinh gia tăng mạnh. Đồng thời, các ngôi trường do thực dân thành lập, chẳng hạn như Colegio de Santa Cruz de Tlatelolco vào năm 1536, giảng dạy tiếng bản địa và tiếng châu Âu cho cả thổ dân lẫn linh mục. Bộ ngữ pháp Nahuatl đầu tiên, soạn bởi Andrés de Olmos, được xuất bản vào năm 1547 – ba năm trước khi có một bộ ngữ pháp tiếng Pháp hoàn chỉnh. Tới năm 1645, bốn bộ ngữ pháp nữa được xuất bản, với tác giả lần lượt là Alonso de Molina (1571), Antonio del Rincón (1595), Diego de Galdo Guzmán (1642), và Horacio Carochi (1645). Bộ của Carochi được coi là quan trọng nhất trong số các công trình ngữ pháp tiếng Nahuatl, quý giá đối với phong trào Bác ngữ Mới tới mực nhà sử học James Lockhart đã biên dịch hẳn một bản tiếng Anh của tác phẩm này vào năm 2001. Tiếng Nahuatl vay mượn rất nhiều từ vựng tiếng Tây Ban Nha trong quá trình lịch sử giao thoa giữa hai ngôn ngữ, và do lượng người nói song ngữ tăng cao dưới thời thuộc địa, cấu trúc tiếng Nahuatl cũng dần bị ảnh hưởng về sau.
Năm 1570, Vua Felipe II của Tây Ban Nha ra chiếu chỉ chính thức hóa tiếng Nahuatl ở các thuộc địa Tân Tây Ban Nha nhằm tạo thuận lợi cho việc giao thiệp giữa người Tây Ban Nha và dân bản địa. Các giáo sĩ phương Tây lặn  lội xuống tận Honduras và El Salvador để rao giảng tiếng Nahuatl cho người Anh-điêng. Vào thế kỷ thứ 16 và 17, tiếng Nahuatl cổ điển trở thành ngôn ngữ thành văn, và các tác phẩm tiếng Nahuatl thời đó vẫn được lưu giữ cho đến tận ngày nay. Chúng bao gồm các sử ký, các biên niên sử, các bài thơ, các bản kịch, các tác phẩm Kitô kinh điển, các bản dân tộc ký, và văn thư hành chính. Chính quyền Tây Ban Nha cho phép người bản địa tự trị ở cấp địa phương trong thời kỳ này; ở nhiều thị trấn, tiếng Nahuatl trở thành ngôn ngữ chính thức de facto trên giấy tờ và trong lời nói hằng ngày. Nhờ vậy mà một kho tàng văn học Nahuatl đồ sộ đã manh nha phát triển, với các ví dụ đáng chú ý bao gồm: bản trích yếu gồm 12 tập về văn hóa Aztec có nhan đề Thủ bản Florentine, soạn bởi tín hữu dòng Phan Sinh Bernardino de Sahagún; gia phả hoàng gia Tenochtitlan có nhan đề Crónica Mexicayotl, soạn bởi Fernando Alvarado Tezozómoc; một tuyển tập các bài hát Nahuatl có nhan đề Cantares Mexicanos; một từ điển song ngữ Nahuatl - Tây Ban Nha, soạn bởi Alonso de Molina; và một tường thuật có nhan đề Huei tlamahuiçoltica, kể về sự hiện ra của Đức Mẹ Guadalupe.
Rất nhiều mô tả về ngữ pháp-ngữ vựng của các ngôn ngữ bản địa được biên soạn suốt thời kỳ thuộc địa, song chất lượng của chúng giảm dần theo thời gian. Trong một thời gian ngắn, tình trạng ngôn ngữ ở Trung Bộ châu Mỹ vẫn khá ổn định; tuy nhiên vào năm 1696, Carlos II của Tây Ban Nha ban lệnh cấm tất cả các ngôn ngữ khác, trừ tiếng Tây Ban Nha, trên toàn bộ phạm vi lãnh thổ của Đế quốc Tây Ban Nha. Tới năm 1770 lại ra chiếu chỉ kêu gọi diệt trừ thổ ngữ, xóa bỏ tiếng Nahuatl cổ điển. Tận tới khi Mexico giành được độc lập vào năm 1821, các tòa án Tây Ban Nha vẫn chấp nhận lời khai và tư liệu bằng tiếng Nahuatl, sau được dịch sang tiếng Tây Ban Nha, để dùng cho việc tố tụng.

### Thời hiện đại
Tình trạng thổ ngữ tại Mexico suốt thời hiện đại đang ngày một trầm trọng, và số lượng người nói thổ ngữ bản địa cũng đang ngày một giảm. Tuy rằng lượng người nói tuyệt đối của tiếng Nahuatl đã tăng so với quá khứ, sự thật là các cộng đồng bản địa đang dần bị tách li khỏi xã hội Mexico. Năm 1895, chỉ hơn 5% dân số Mexico nói tiếng Nahuatl. Tới năm 2000, con số này giảm xuống còn 1,49%. Quan ngại về quá trình tách li xã hội cũng như khuynh hướng di cư tới thành thị và tới Hoa Kỳ của người dân Mexico, một số nhà ngôn ngữ cảnh báo sự thất truyền ngôn ngữ đang rất kề cận.
Kể từ đầu thế kỷ 20 cho tới giữa những năm 1980, chính phủ Mexico thực hiện chính sách giáo dục Tây Ban Nha hóa (castellanización) các cộng đồng bản địa, chỉ giảng dạy bằng tiếng Tây Ban Nha và ngăn cản người dân sử dụng các thổ ngữ. Vì thế nên hiện nay hầu như chẳng có người nói tiếng Nahuatl nào biết chữ Nahuatl, đồng thời tỉ lệ người nói tiếng Nahuatl biết chữ Tây Ban Nha cũng rất thấp so với phần còn lại của Mexico. Ngay cả vậy, số người nói tiếng Nahuatl hiện nay vẫn đạt hơn một triệu, trong đó 10% là người độc ngữ. Sự sinh tồn tổng thể của tiếng Nahuatl chưa hẳn là đã lâm nguy, song sự sinh tồn cục bộ của các phương ngữ mới là vấn đề cần sự quan tâm sát sao. Một số phương ngữ đã bị thất truyền trong vài thập kỷ gần đây của thế kỷ 20.
Giai đoạn những năm 1990 chứng kiến sự chuyển biến lớn lao trong chính sách của Mexico đối với quyền lợi của các dân tộc bản địa và các ngôn ngữ bản địa. Sự phát triển của các hiệp ước trên chính trường quyền lợi quốc tế cộng với các áp lực nội bộ (chẳng hạn các xúc tác về chính trị – xã hội gây ra bởi Quân đội Giải phóng Dân tộc Zapatista cùng các phong trào đấu tranh của nhân dân bản địa) đã dẫn đến các cải cách hiến pháp và sự hình thành của các cơ quan phi tập trung hóa như Ủy ban quốc gia vì sự phát triển của các dân tộc bản địa (CDI) và Instituto Nacional de Lenguas Indígenas (INALI), mang trọng trách tuyên truyền cũng như bảo vệ các cộng đồng người bản địa và ngôn ngữ bản địa.
Cụ thể, đạo luật cấp liên bang Ley General de Derechos Lingüísticos de los Pueblos Indígenas ['Công pháp về Quyền Ngôn ngữ của các Dân tộc Bản địa', ban hành ngày 13 tháng 3 năm 2003] chính thức công nhận tất cả các ngôn ngữ bản địa, bao gồm tiếng Nahuatl, như là các ngôn ngữ quốc gia và cho phép người bản địa sử dụng chúng trong mọi lĩnh vực của đời sống riêng tư và công cộng. Căn cứ vào Điều 11, giáo dục liên văn hóa và song ngữ là bắt buộc. Tuy nhiên, tiến độ của việc tích hợp tiếng Nahuatl vào chương trình giảng dạy và việc đảm bảo quyền ngôn ngữ cho người nói vẫn còn khá chậm chạp.

## Nhân khẩu và phân bố
| Khu vực           | Số người nói | Tỉ lệ phần trăm |
| ----------------- | ------------ | --------------- |
| Đặc khu Liên bang | 37.450       | 0,44%           |
| Guerrero          | 136.681      | 4,44%           |
| Hidalgo           | 221.684      | 9,92%           |
| Bang México       | 55.802       | 0,43%           |
| Morelos           | 18,656       | 1,20%           |
| Oaxaca            | 10.979       | 0,32%           |
| Puebla            | 416.968      | 8,21%           |
| San Luis Potosí   | 138.523      | 6,02%           |
| Tlaxcala          | 23.737       | 2,47%           |
| Veracruz          | 338.324      | 4,90%           |
| Các bang còn lại  | 50.132       | 0,10%           |
| Tổng:             | 1.448.937    | 1,49%           |

Biểu đồ tô đậm những khu vực hiện tại có người nói tiếng Nahuatl ở Mexico

Hiện nay, một loạt các ngôn ngữ Nahua phân bố rải rác từ bang Durango phía bắc xuống bang Tabasco phía đông nam. Một phần thiểu số người dân nói tiếng Pipil, ngôn ngữ Nahua xa nhất về phía nam, sinh sống ở El Salvador. Theo IRIN-International, dự án Phục hồi tiếng Nawat, lượng người nói tiếng Pipil chưa thể được xác định chính xác. Số liệu dao động trong khoảng "có lẽ vài ngàn người, [hoặc] có lẽ chỉ vài trăm người".
Số liệu điều tra năm 2000 của INEGI cho biết có tầm 1,45 triệu người nói tiếng Nahuatl, trong đó khoảng 198.000 (14,9%) là người độc ngữ (monolingual). Theo đó, lượng nữ giới độc ngữ nhỉnh hơn nam giới, cụ thể là phụ nữ chiếm gần 2/3 số người độc ngữ. Các bang Guerrero và Hidalgo có tỉ lệ người chỉ nói tiếng Nahuatl cao nhất khi so với tổng dân số nói tiếng Nahuatl, lần lượt ở mức 24,2% và 22,6%. Đối với các bang còn lại, số người độc ngữ hầu như chỉ nằm dưới 5%. Điều này nghĩa là 95% nhân khẩu nói tiếng Nahuatl còn lại tại các bang đó biết nói cả tiếng Tây Ban Nha.
Người nói tiếng Nahuatl tập trung chủ yếu tại các bang Puebla, Veracruz, Hidalgo, San Luis Potosí, và Guerrero. Phần đông cũng sinh sống ở Bang Mexico, Morelos, và Đặc khu Liên bang, cùng một số cộng đồng ở Michoacán và Durango. Tiếng Nahuatl đã bị thất truyền ở Jalisco và Colima trong thế kỷ 20. Do sự di cư nội địa, các cộng đồng nói tiếng Nahuatl hiện có mặt trên khắp đất nước Mexico. Dòng nhập cư hiện đại của các công nhân và các gia đình Mexico vào Hoa Kỳ đã góp phần hình thành một số cộng đồng Nahuatl tại đây, đặc biệt là ở các bang California, New York, Texas, New Mexico và Arizona.

## Âm vị học
Theo định nghĩa, nhóm ngôn ngữ Nahua là một nhánh của hệ Ute-Aztec do chúng sở hữu nhiều biến đổi âm tương đồng bắt nguồn từ tiền ngữ Ute-Aztec (PUA). Các bảng bên dưới biểu diễn hệ thống âm vị của tiếng Nahuatl cổ điển, ví dụ điển hình của ngôn ngữ Nahua. Ở các phương ngữ hiện đại, âm /t͡ɬ/, xuất hiện khá thường xuyên trong tiếng Nahuatl cổ điển, đã biến thành âm /t/ (như tiếng Nahuatl eo đất, tiếng Mexicanero và tiếng Pipil) hoặc âm /l/ (như tiếng Nahuatl ở Pómaro, Michoacán). Nhiều phương ngữ không còn phân biệt nguyên âm ngắn hay dài nữa; điều này dẫn đến hiện tượng bù đắp các đặc trưng mới về chất trong một số phương ngữ đó, ví dụ như tiếng Nahuatl Tetelcingo. Số khác thì phát sinh giọng âm vực, kiểu như tiếng Nahuatl ở Oapan, Guerrero. Rất nhiều phương ngữ hiện đại tiếp thu các âm vị của tiếng Tây Ban Nha, chẳng hạn  /b, d, ɡ, f/.

### Âm vị
|               | Môi | Chân răng | Chân răng | Ngạc cứng | Ngạc mềm | Ngạc mềm | Thanh hầu |
| giữa          | Môi | bên       | thường    | Ngạc cứng | môi hóa  |          | Thanh hầu |
| ------------- | --- | --------- | --------- | --------- | -------- | -------- | --------- |
| Mũi           | m   | n         |           |           |          |          |           |
| Tắc           | p   | t         |           |           | k        | kʷ       | ʔ         |
| Tắc-xát       |     | ts        | tɬ        | tʃ        |          |          |           |
| Liên tục      |     | s         | l         | ʃ         |          |          | (h)*      |
| Bán nguyên âm |     |           |           | j         |          | w        |           |

|      | Trước | Trước | Giữa | Giữa | Sau   | Sau |
| dài  | ngắn  | dài   | ngắn | dài  | ngắn  |     |
| ---- | ----- | ----- | ---- | ---- | ----- | --- |
| Khép | iː    | i     |      |      | oː~uː | o~u |
| Vừa  | eː    | e     |      |      | oː~uː | o~u |
| Mở   |       |       | aː   | a    |       |     |

- * Âm vị thanh hầu, gọi là saltillo, chỉ xuất hiện sau nguyên âm. Ở nhiều phương ngữ hiện đại, âm vị này được thực hiện như [h]; song ở một số phương ngữ như trường hợp của tiếng Nahuatl cổ điển, nó lại được thực hiện như âm thanh hầu tắc [ʔ].[75]

Ở nhiều phương ngữ Nahuatl, tính đối ngẫu nguyên âm dài ngắn không còn rạch ròi, thậm chí đã tiêu biến hoàn toàn ở một số phương ngữ. Ví dụ, độ dài ngắn nguyên âm trong phương ngữ Tetelcingo đã bị thay thế bởi một sự khác biệt về chất:
|                       | Nguyên âm dài | Nguyên âm dài | Nguyên âm dài | Nguyên âm dài | Nguyên âm ngắn | Nguyên âm ngắn | Nguyên âm ngắn | Nguyên âm ngắn |
| --------------------- | ------------- | ------------- | ------------- | ------------- | -------------- | -------------- | -------------- | -------------- |
| Tiếng Nahuatl cổ điển | /iː/          | /eː/          | /aː/          | /oː/          | /i/            | /e/            | /a/            | /o/            |
| Phương ngữ Tetelcingo | /i/           | /i̯e/          | /ɔ/           | /u/           | /ɪ/            | /e/            | /a/            | /o/            |

### Tha âm vị
Phần lớn biến thể của tiếng Nahuatl có hệ thống tha âm tương đối đơn giản. Ở nhiều phương ngữ, phụ âm hữu thanh sẽ chuyển thành vô thanh nếu đứng ở cuối từ hoặc ở trong cụm phụ âm: /j/ vô thanh hóa thành âm xuýt ngạc cứng-chân răng vô thanh /ʃ/, /w/ vô thanh hóa thành âm xát thanh hầu vô thanh [h] hoặc thành âm tiếp cận ngạc mềm môi hóa vô thanh [ʍ], và /l/ vô thanh hóa thành âm xát bên chân răng vô thanh [ɬ]. Ở một số phương ngữ, phụ âm đầu tiên ở hầu hết cụm phụ âm được thực hiện như [h]. Một số phương ngữ biểu hiện sự giảm độ căng của các phụ âm vô thanh kẹp giữa các nguyên âm. Âm mũi thường bị đồng hóa với vị trí cấu âm của một phụ âm liền kề. Âm xát bên chân răng vô thanh [t͡ɬ] đứng sau /l/ thì bị đồng hóa và phát âm như [l].

### Kết âm vị
Tiếng Nahuatl cổ điển và phần lớn các phương ngữ đương đại sở hữu hệ thống âm vị tương đối đơn giản. Chúng chỉ cho phép các âm tiết với nhiều nhất là một phụ âm ở đầu và ở cuối.
Các cụm phụ âm chỉ đứng sau trung vị từ và trên các ranh giới âm tiết. Một số hình vị có hai dạng so le: một dạng có nguyên âm i không cho phép sự xuất hiện của cụm phụ âm và một dạng không có i. Ví dụ, hậu tố tuyệt cách có các dạng biến hình là -tli (dùng sau phụ âm) và -tl (dùng sau nguyên âm). Song một số phương ngữ đương đại có thể hình thành các cụm phụ âm khá phức tạp do sự tiêu biến nguyên âm. Số khác thì lại có các chuỗi âm tiết co cụm, khiến trọng âm của từ/câu bị dịch chuyển hoặc nguyên âm bị kéo dài.

### Trọng âm
Phần lớn phương ngữ Nahuatl nhấn trọng âm ở âm tiết gần cuối của một từ. Trong tiếng Mexicanero ở Durango, nhiều âm tiết không nhấn đã tiêu biến trong các từ, và vị trí nhấn trong một âm tiết đã trở thành đặc điểm có tính âm vị.

## Hình thái và cú pháp
Các ngôn ngữ Nahuatl có tính chắp dính và hỗn nhập rất cao. Điều này nghĩa là một từ có thể được tạo thành từ sự kết hợp của nhiều tiền tố và hậu tố với một căn tố ở giữa, vậy nên một từ tiếng Nahuatl có thể dài bằng cả một câu.
Ví dụ sau đây biểu diễn cách thức động từ biến đổi theo chủ ngữ, bị thể và bổ ngữ:
ni-
Tôi-
mits-
bạn-
teː-
ai đó-
tla-
gì đó-
makiː
đưa
-lti
-CAUS
-s
-FUT
"Tôi sẽ khiến ai đó đưa gì đó cho bạn" (tiếng Nahuatl cổ điển)

### Danh từ
Danh từ tiếng Nahuatl có cấu trúc khá phức tạp. Các biến tố bắt buộc bao gồm số ngữ pháp (tức số đơn hay số phức) và sự sở hữu (tức các phụ tố hoặc từ vị biểu thị quan hệ sở hữu kiểu như 'của tôi', 'của bạn', v.v.). Tiếng Nahuatl không có cách ngữ pháp và giống ngữ pháp, song tiếng Nahuatl cổ điển cùng một số phương ngữ hiện đại có phân biệt giữa danh từ động vật và phi động vật. Trong tiếng Nahuatl cổ điển, sự phân biệt động vật biểu thị trong tương quan với sự phức hóa, bởi lẽ chỉ các danh từ động vật mới có dạng số phức, còn tất cả các danh từ phi động vật đều không đếm được (kiểu như danh từ không đếm được trong tiếng Anh: bread chứ không có breads, money chứ không có moneys, v.v). Thời nay, đặc điểm này hiếm khi còn xuất hiện trong lời nói hằng ngày và tất cả các danh từ đều có thể có dạng số phức. Phương ngữ Đông Huasteca phân biệt giữa hai hậu tố phức của danh từ động vật và phi động vật.
Đối với nhiều biến thể của tiếng Nahuatl, danh từ dạng đơn bất sở hữu thường đi kèm với hậu tố tuyệt cách. Các dạng phổ biến của tuyệt cách bao gồm -tl sau nguyên âm, -tli sau phụ âm trừ âm l, và -li sau âm l. Danh từ đổi sang dạng số phức bằng cách thêm vào các phụ tố như -tin hoặc -meh, tuy cũng có một số dạng phức lại bất quy tắc hoặc được thể hiện bằng sự láy âm. Một số danh từ có nhiều dạng phức.
| Danh từ số đơn: kojosói đồng cỏ-tl-ABS"con sói đồng cỏ" (tiếng Nahuatl cổ điển) | Danh từ động vật số phức: kojosói đồng cỏ-meʔ-PL"những con sói đồng cỏ" (tiếng Nahuatl cổ điển) |

Danh từ động vật số phức sử dụng láy âm:
/koː~kojo-ʔ/
PL~sói đồng cỏ-PL
"những con sói đồng cỏ" (tiếng Nahuatl cổ điển)
Tiếng Nahuatl phân biệt giữa danh từ được sở hữu và bất sở hữu. Hậu tố tuyệt cách không xuất hiện ở các danh từ được sở hữu. Ở tất cả các phương ngữ, danh từ được sở hữu có tiền tố phù ứng với số ngữ pháp và chủ ngữ sở hữu nó. Danh từ số phức được sở hữu có vĩ tố cuối từ là -/waːn/.
| Danh từ tuyệt cách: kalngôi nhà-li-ABS"ngôi nhà" (tiếng Nahuatl cổ điển) | Danh từ được sở hữu: no-của tôi-kalngôi nhà"ngôi nhà của tôi" (tiếng Nahuatl cổ điển) |

Danh từ số phức được sở hữu: 
no-
của tôi-
kal
ngôi nhà
-waːn
-PL
"những ngôi nhà của tôi" (tiếng Nahuatl cổ điển)
Tiếng Nahuatl không có cách ngữ pháp song sử dụng các danh từ quan hệ để miêu tả quan hệ không gian (hoặc thời gian v.v). Những hình vị này không thể đứng riêng lẻ mà phải đứng sau một danh từ hoặc một hậu tố sở hữu. Do vậy chúng được gọi là hậu giới từ hoặc hậu tố định vị cách. Kiểu hình thái này rất giống và có thể coi như một dạng định vị cách thực sự. Hầu hết phương ngữ hiện đại mượn các tiền giới từ tiếng Tây Ban Nha, đặc điểm mà có khả năng sẽ thay thế hoàn toàn lối sử dụng danh từ quan hệ truyền thống.
| Cách dùng danh từ quan hệ/hậu giới từ/định vị tố -pan cùng một tiền tố chỉ sự sở hữu: no-pancủa tôi-trong/trên"trong/trên tôi" (tiếng Nahuatl cổ điển) iː-pancủa nó-trong/trên"trong/trên nó" (tiếng Nahuatl cổ điển) iː-pancủa nó-trongkal-linhà-ABS"trong nhà" (tiếng Nahuatl cổ điển) | Cách dùng cùng một căn tố danh từ phía trước: kal-pannhà-trong"trong nhà" (tiếng Nahuatl cổ điển) |

Cụm danh từ có thể được hình thành bằng cách kết nối 2 hoặc nhiều hơn các danh căn tố lại với nhau, hoặc bằng cách liên kết danh căn tố với các tính căn tố và động căn tố.

### Đại từ
Nhìn chung tiếng Nahuatl có ba ngôi chính, xét cả về dạng số đơn lẫn số phức. Ít nhất một phương ngữ hiện đại, biến thế Eo đất-Mecayapan, có sự phân biệt giữa dạng đại từ gộp chung (chúng ta, bao gồm cả bạn) và không gộp (chúng ta, không tính bạn) ở ngôi nhất số phức:
| Đại từ số phức ngôi nhất trong tiếng Nahuatl cổ điển: - tehwaːntin "chúng ta" | Đại từ số phức ngôi nhất trong tiếng Nahuatl Eo đất-Mecayapan: - nejamēn ([nehameːn]) "chúng ta, không tính bạn" (= tôi & họ) - tejamēn ([tehameːn]) "chúng ta, tính cả bạn" (= tôi & bạn & họ) |

Tuy nhiên sự phân biệt giữa đại từ tôn xưng/không tôn xưng phổ biến hơn cả, thường chỉ áp dụng cho ngôi hai và ngôi ba chứ không bao giờ cho ngôi nhất.
| Dạng không tôn xưng: - tehwaːtl "bạn" - amehwaːntin "các bạn" - yehwatl "anh ấy/cô ấy/nó" | Dạng tôn xưng: - tehwaːtzin "bạn" - amehwaːntzitzin "các bạn" - yehwaːtzin "anh ấy/cô ấy" |

### Số đếm
Tiếng Nahuatl sử dụng hệ đếm nhị thập phân (cơ số 20). Các giá trị cơ bản là cempoalli (1 × 20), centzontli (1 × 400), cenxiquipilli (1 × 8.000), cempoalxiquipilli (1 × 20 × 8.000 = 160.000), centzonxiquipilli (1 × 400 × 8.000 = 3.200.000) và cempoaltzonxiquipilli (1 × 20 × 400 × 8.000 = 64.000.000). Lưu ý rằng tiền tố ce(n/m) ở đầu nghĩa là 'một' (như trong 'một trăm' và 'một ngàn') và nó có thể được thay thế để tạo ra những con số khác. Ví dụ, ome (2) × poalli (20) = ompoalli (40), ome (2) × tzontli (400) = ontzontli (800). Yếu tố -li trong từ poalli (và xiquipilli) và -tli trong từ tzontli là những hậu tố danh ngữ chỉ xuất hiện cuối từ; vì vậy poalli, tzontli và xiquipilli ghép lại với nhau sẽ thành poaltzonxiquipilli.

### Động từ
Động từ Nahuatl khá phức tạp và biến hình theo rất nhiều phạm trù ngữ pháp. Một động từ điển hình bao gồm căn tố, tiền tố, và hậu tố. Tiền tố biểu thị ngôi của chủ ngữ, cũng như ngôi và số của bổ ngữ và bổ ngữ gián tiếp, còn hậu tố biểu thị thì, thể, thức và số của chủ ngữ.
Hầu hết các phương ngữ Nahuatl có ba thì là hiện tại, quá khứ, và tương lai; và hai thể là hoàn thành và chưa hoàn thành. Một số biến thể có thêm 2 thể là tiếp diễn và thường xuyên. Bất kể phương ngữ Nahuatl nào cũng có ít nhất 2 loại thức là trần thuật và mệnh lệnh; một số phương ngữ có cả thức ước vọng và thức cấm đoán/cấm đoán phủ quyết.
Ngữ trị ở hầu hết các biến thể Nahuatl có thể biến đổi theo nhiều cách rất đa dạng. Tiếng Nahuatl cổ điển có thái bị động (cũng đôi khi được định nghĩa là thái vô nhân xưng), song đặc điểm này hiện rất hiếm. Trái lại, thái ứng dụng và thái gây khiến vẫn tồn tại ở nhiều phương ngữ đương đại. Nhiều biến thể Nahuatl cho phép cụm động từ với hai hoặc hơn động từ làm căn tố.
Cụm động từ dưới đây bao gồm hai gốc động căn tố, biến dạng theo thái gây khiến, đóng vai trò bổ ngữ trực tiếp lẫn gián tiếp:
ni-
Tôi-
kin-
họ-
tla-
gì đó-
kwa-
ăn-
ltiː-
CAUS-
s-
FUT-
neki
muốn
"Tôi muốn cho họ ăn" (tiếng Nahuatl cổ điển)
Động từ trong một vài biến thể Nahuatl, đặc biệt là tiếng Nahuatl cổ điển, có khả năng biến dạng tùy vào hướng hành động ra xa hoặc lại gần người nói. Một số phương ngữ cũng sở hữu các phạm trù biến dạng nhất định để biểu thị mục đích, phương hướng, và thậm chí những ý nghĩa phức tạp như "đi để làm gì" hay "tới để làm gì", "đi, làm và quay lại", "làm trong khi đang đi", "làm trong khi đang tới", "tới rồi mới làm", hay "làm tắt việc gì đó".
Tiếng Nahuatl cổ điển và nhiều phương ngữ hiện đại được ngữ pháp hóa khi bày tỏ sự lịch thiệp đối với người nhận hoặc thậm chí đối với nhân vật và sự vật đang nhắc tới, bằng cách sử dụng các dạng động từ đặc biệt cũng như "các hậu tố tôn xưng" đặc biệt.
| Dạng động từ thân thuộc: ti-mo-tlaːlo-abạn-bản thân bạn-chạy-PRS"Bạn chạy" (tiếng Nahuatl cổ điển) | Dạng động từ tôn xưng: ti-mo-tlaːlo-tsino-abạn-bản thân bạn-chạy-HON-PRS"Bạn chạy" (tỏ ý tôn trọng) (tiếng Nahuatl cổ điển) |

### Láy từ
Nhiều biến thể Nahuatl có đặc điểm láy ẩm năng sản, tức là chúng có thể tạo ra từ mới bằng cách lặp lại âm tiết đầu tiên của một căn tố. Đây là phương thức danh từ tiếng Nahuatl chuyển sang dạng số phức, ví dụ: /tlaːkatl/ 'đàn ông' → /tlaːtlaːkah/ 'những người đàn ông'. Ở một số biến thể, danh từ láy còn có khả năng biểu thị sự giảm kích, sự tôn xưng, hoặc sự phái sinh. Mặt khác, động từ láy tiếng Nahuatl chỉ đến sự lặp đi lặp lại của một hành động, ví dụ trong phương ngữ Tezcoco: 
- /wetsi/ 'anh ấy (hoặc cô ấy) ngã'
- /we:-wetsi/ 'anh ấy (hoặc cô ấy) ngã nhiều lần'
- /weʔ-wetsi-ʔ/ 'họ ngã'[99]

### Cú pháp
Tiếng Nahuatl là một ngôn ngữ phi cấu hình (non-configurational language), tức là  về cơ bản, thứ tự từ trong câu rất tự do. Theo đó, ba thành tố của câu có thể đứng ở vị trí tùy ý trong câu. Ngoài ra, tiếng Nahuatl còn là một ngôn ngữ bỏ-đại (pro-drop language), tức là nó cho phép câu văn lược bỏ cụm danh từ hoặc đại từ độc lập, bất kể vai trò chứ không chỉ riêng chủ ngữ. Ở hầu hết phương ngữ, đại từ được dùng để nhấn mạnh ý muốn biểu đạt. Điều nay cho phép sự hình thành các biểu thức cú pháp bất liên tục.
Michel Launey biện luận rằng tiếng Nahuatl cổ điển là ngôn ngữ có vị từ ở đầu (verb-initial language), song le thứ tự từ cơ bản vẫn còn khá tự do. Đặc điểm này mã hóa các thông tin về chức năng ngữ dụng, chẳng hạn tiêu điểm và tính chủ đề của câu. Điều tương tự cũng đã được suy ra cho các phương ngữ đương đại.
newal
Tôi
no-nobia
của tôi-hôn thê
"Hôn thê của tôi" (nhấn mạnh rằng người ấy chỉ thuộc về mình) (tiếng Nahuatl Michoacán)

## Tiếp xúc ngôn ngữ
Khoảng 500 năm tiếp xúc liên tục giữa các cộng đồng nói tiếng Nahuatl và các cộng đồng nói tiếng Tây Ban Nha, cộng với vị thế thiểu số của tiếng Nahuatl và vị thế uy tín hơn của tiếng Tây Ban Nha, đã tạo ra nhiều biến đổi có thể thấy ở các biến thể Nahuatl hiện nay, đặc trưng bởi vốn từ mượn rất lớn từ tiếng Tây Ban Nha, cũng như sự phát sinh các cấu trúc cú pháp và phạm trù ngữ pháp mới.
Kiểu cấu trúc bên dưới, với hàng loạt từ mượn, hiện được sử dụng rất phổ biến bởi người nói tiếng Nahuatl (từ in đậm là tiếng Tây Ban Nha):
pero
nhưng
āmo
không
tēchentenderoa
họ-chúng ta-hiểu-PL
lo
rằng
que
gì
tlen
gì
tictoah
chúng ta-nó-nói
en
trong
mexicano
tiếng Nahuatl
"Nhưng họ không hiểu chúng ta nói gì trong tiếng Nahuatl" (tiếng Nahuatl Malinche)
Nhiều phương ngữ đương đại chỉ tuân theo thứ tự chủ-động-tân, có lẽ do bị ảnh hưởng của tiếng Tây Ban Nha. Một số biến đổi khác trong cú pháp của tiếng Nahuatl đương đại bao gồm việc sử dụng tiền giới từ thay vì hậu giới từ hay danh từ quan hệ và sự tái dịch giải các danh từ quan hệ/hậu giới từ cũ thành các tiền giới từ. Ở ví dụ sau đây trong tiếng Nahuatl Michoacán, hậu giới từ -ka 'với' được dùng như tiền giới từ, do không có bổ ngữ nào đứng trước nó:
ti-ya
bạn-đi
ti-k-wika
bạn-nó-mang
ka
với
tel
bạn
"Bạn định mang nó đi với bạn sao?" (tiếng Nahuatl Michoacán)
Ở ví dụ sau đây trong tiếng Nahuatl Mexicanero ở Durango, danh từ quan hệ/hậu giới từ -pin 'trong/trên' được dùng như tiền giới từ. Ngoài ra, một liên từ tiếng Tây Ban Nha là porque cũng xuất hiện trong câu.
amo
không
wel
có thể
kalaki-yá
anh ấy-vào-PAST
pin
trong
kal
nhà
porke
bởi
ʣakwa-tiká
nó-đóng-bị
im
cái
pwerta
cửa
"Anh ấy đã không thể vào nhà bởi cái cửa bị đóng" (tiếng Nahuatl Mexicanero)
Một số phương ngữ thậm chí đã trải qua sự tiêu biến hình thái rất đáng kể, khiến một số nhà ngôn ngữ không còn coi chúng thuộc dạng hỗn nhập nữa.

## Từ vựng

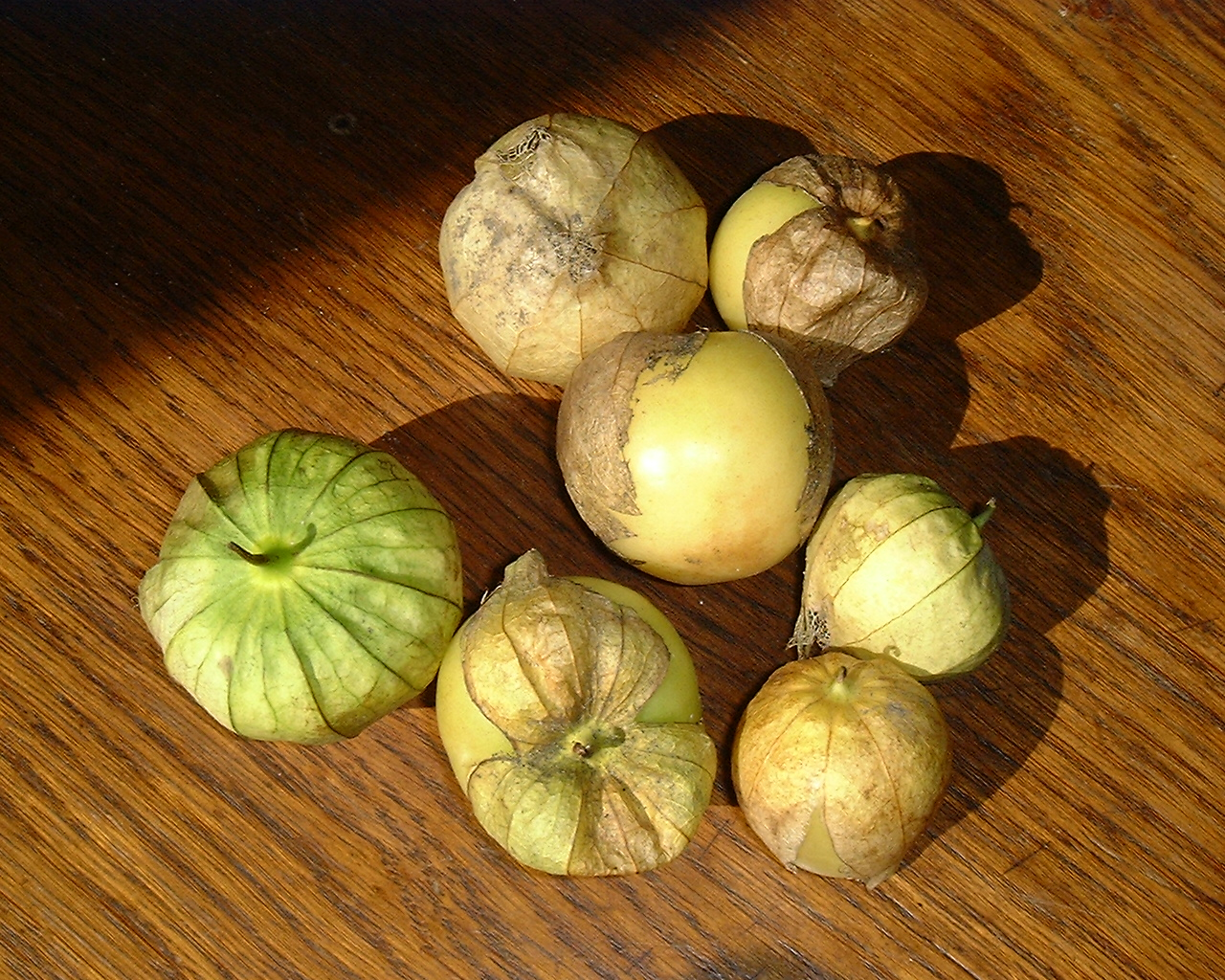
Người Aztec gọi cà chua đỏ là xitōmatl, còn cà chua xanh là tōmatl. Đây chính là nguồn gốc của từ tomato 'cà chua' trong tiếng Anh.

Rất nhiều từ Nahuatl đã được mượn sang tiếng Tây Ban Nha, hầu hết liên quan đến đời sống bản địa độc đáo ở châu Mỹ. Một số từ mượn chỉ giới hạn ở tiếng Tây Ban Nha Mexico hoặc Trung Mỹ, số khác thì đã khuếch tán sang tất cả các biến thể của tiếng Tây Ban Nha. Nhiều trong số đó, ví dụ như chocolate, tomato và avocado, đã lan sang các thứ tiếng khác thông qua tiếng Tây Ban Nha.
Chẳng hạn, tiếng Anh sở hữu hai từ cực kỳ phổ biến chocolate và tomato (từ tiếng Nahuatl tomatl). Một số từ phổ biến nữa bao gồm coyote (từ tiếng Nahuatl koyotl), avocado (từ tiếng Nahuatl awakatl) và chile hay chili (từ tiếng Nahuatl chilli). Từ chicle cũng có gốc Nahuatl tsiktli 'thứ dính, chicle'. Một số từ tiếng Anh gốc Nahuatl khác bao gồm: Aztec (từ astekatl); cacao (từ kakawatl 'vỏ'); ocelot (từ oselotl). Ở Mexico, nhiều từ chỉ sự vật thân thuộc hằng ngày mang gốc Nahuatl đã minh chứng cho sự giao thoa phổ biến của tiếng Tây Ban Nha và tiếng Nahuatl – lượng từ bản địa nhiều đến nỗi người ta đã xuất bản từ điển mexicanismos (những từ đặc hữu của tiếng Tây Ban Nha Mexico) chỉ để truy gốc từ vựng Tây Ban Nha gốc Nahuatl, cũng như các từ tiếng Tây Ban Nha có nguồn gốc từ thổ ngữ khác. Rất nhiều địa danh nổi tiếng cũng nguyên là tiếng Nahuatl, ví dụ Mexico (từ Mexihko) và Guatemala (từ Kwahtemallan).

## Chữ viết và văn chương

### Chữ viết

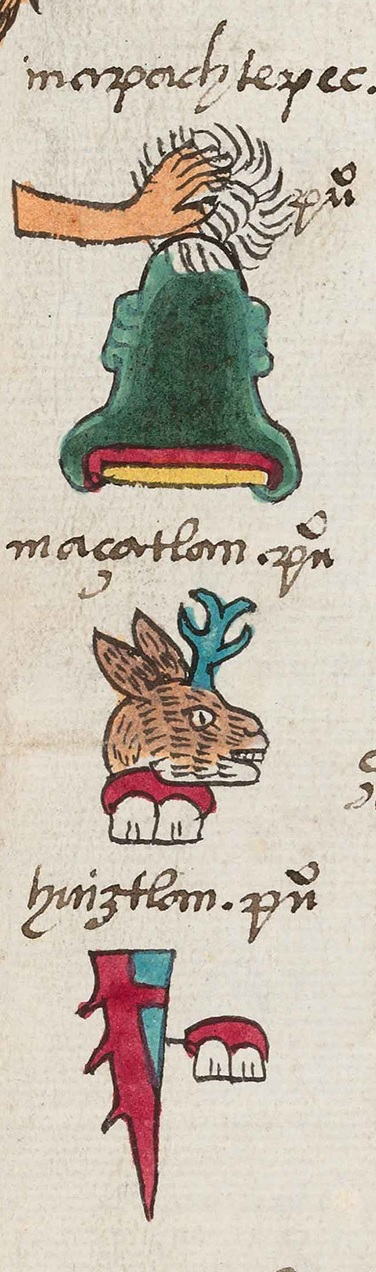
Địa danh Mapachtepec ('Đồi sóc chuột'), Mazatlan ('Nơi có hươu') và Huitztlan ('Nơi có gai') viết bằng hệ chữ Aztec, trích từ Thủ bản Mendoza

Theo truyền thống thì chữ Aztec tiền kỳ Colombo chưa thể được coi là một hệ chữ viết thực thụ, do nó không có khả năng bao quát toàn bộ từ vựng của ngôn ngữ nói theo cách mà các hệ chữ ở Cựu Thế giới hoặc chữ Maya có thể thực hiện. Thế nên, chữ Aztec tựu trung không được dùng để đọc, mà được dùng để kể. Các thủ bản tỉ mỉ của người Aztec chẳng qua là công cụ hỗ trợ người ta ghi nhớ các chi tiết, chẳng hạn gia phả, thông tin thiên văn, và danh sách cống phẩm. Ba loại ký hiệu được vận dụng trong hệ thống này: tranh ảnh dùng để hỗ trợ việc ghi nhớ (không có chức năng biểu thị từ ngữ), ký tự tượng hình biểu thị cho toàn bộ một từ ngữ (thay vì chỉ một âm vị hoặc một âm tiết), và ký tự tượng thanh biểu thị âm tố (theo quy tắc đố hình đoán chữ).
Tuy nhiên, nhà kim thạch học Alfonso Lacadena lập luận rằng cho tới trước thềm cuộc xâm lược của Tây Ban Nha, một trường phái chép sử Nahua nguyên quán ở Tetzcoco đã phát triển một hệ tự mẫu âm tiết tính đầy đủ, có khả năng ký âm sánh ngang chữ Maya. Các nhà kim thạch học khác tỏ sự hoài nghi đối với khẳng định này, phản biện rằng mặc dù đúng là tự mẫu âm tiết xuất hiện trên một số thủ bản thời thuộc địa (các bản thảo bản địa trước kỷ nguyên chinh phục của Tây Ban Nha hầu như đã thất truyền), song rất có thể người bản địa đã tiếp biến hệ chữ của người Tây Ban Nha chứ chưa chắc là đã kế tục từ thời tiền-Colombo.
Thực dân Tây Ban Nha du nhập bảng chữ cái Latinh sang châu Mỹ để dùng cho mục đích ghi chép kho tàng văn xuôi, thơ ca và các tư liệu thế tục của người Aztec, ví dụ như di chúc, văn thư hành chính, thư từ pháp luật, v.v. Chỉ trong vòng vài thập kỷ, chữ tượng hình bị thay thế hoàn toàn bởi chữ Latinh. Hồi đó chưa có sự chuẩn hóa chính tả Latinh cho tiếng Nahuatl và chưa có sự đồng thuận nào về cách biểu diễn các âm tố đặc biệt của tiếng Nahuatl mà tiếng Tây Ban Nha không có, chẳng hạn các nguyên âm dài và âm tắc thanh hầu. Kiểu chính tả biểu diễn khá chính xác ngữ âm Nahuatl được phát triển lần đầu tiên bởi linh mục dòng Tên Horacio Carochi vào thế kỷ thứ 17, dựa trên công trình của một linh mục dòng Tên tiền bối là Antonio del Rincon. Chính tả Carochi sử dụng hai dấu phụ: dấu ngang để biểu thị âm dài và dấu huyền để biểu thị âm saltillo, đôi khi còn thêm dấu sắc để biểu thị âm ngắn. Tuy nhiên phương án này không được nhân rộng mà chỉ lưu hành trong nội bộ cộng đồng dòng Tên.
Kể từ khi tiếng Nahuatl trở thành đối tượng của các nghiên cứu hàn lâm vào thế kỷ 20, các nhà ngôn ngữ học đã nhận thức được sự cấp thiết trong việc ký âm cho ngôn ngữ này. Rất nhiều kiểu chính tả đã được đề xuất và đưa vào thí điểm, nhiều trong số đó sử dụng hệ phiên âm Americanist. Theo sau sự thành lập của Instituto Nacional de Lenguas Indígenas vào năm 2004, các nỗ lực nhằm chuẩn hóa tiếng Nahuatl hoạt động sôi nổi trở lại; tuy nhiên tính tới năm 2002 thì vẫn chưa tiến tới một sự thống nhất nào. Ngoài khác biệt phương ngữ, một số vấn đề trọng tâm cần nêu bao gồm:
- liệu có nên bám sát chính tả tiếng Tây Ban Nha hay không: ký âm /k/ bằng c và qu, âm /kʷ/ bằng cu và uc, âm /s/ bằng c và z, hoặc s, và âm /w/ bằng hu và uh, hoặc u.[117]
- ký âm vị saltillo như thế nào cho hợp lý (phát âm như âm tắc thanh hầu [ʔ] ở một số phương ngữ và như [h] ở một số khác), trước đây từng được biểu diễn bằng các ký hiệu j, h, ꞌ (dấu nháy đơn), hoặc đặt dấu huyền ở nguyên âm trước, song cũng thường được lược bỏ.[117]
- biểu diễn độ dài nguyên âm như thế nào cho hợp lý, bằng cách sử dụng chữ ghép hay cách sử dụng dấu trường âm.[117]

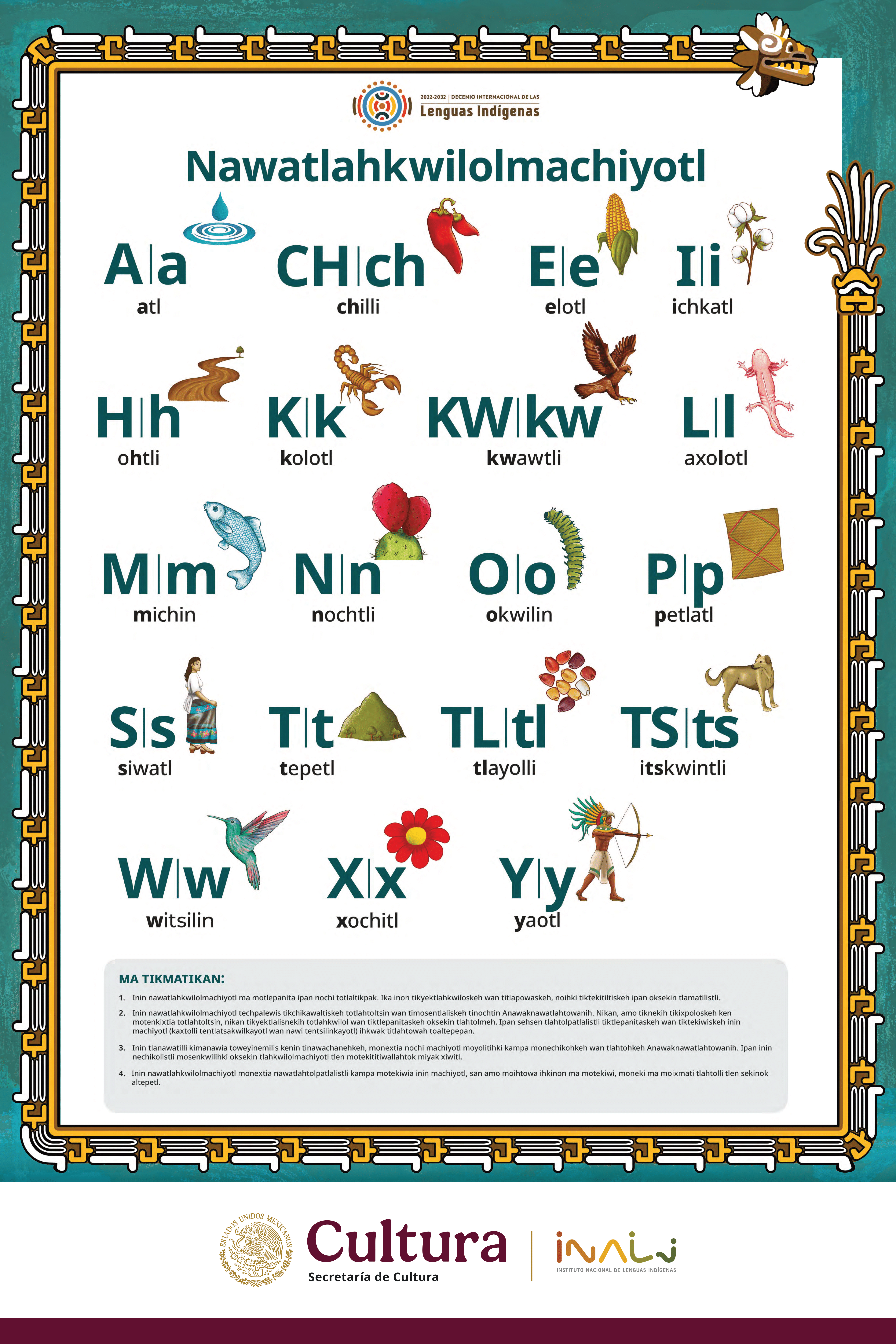
Bảng chữ Latinh tiếng Nahuatl, Aztec hay Mexicano

Năm 2018, người Nahua tới từ 16 tiểu bang trên khắp đất nước Mexico đã liên kết với viện INALI để tạo dựng một hệ chính tả mới gọi là Yankwiktlahkwilolli, nhằm chuẩn hóa ngữ văn tiếng Nahuatl trong tương lai gần.

### Văn chương
Trong số các ngôn ngữ bản xứ của châu Mỹ, tiếng Nahuatl là một trường hợp cực kỳ độc đáo, do nó sở hữu vốn ngữ liệu dồi dào với niên đại về tận thế kỷ thứ 16. Văn chương tiếng Nahuatl bao trùm đa dạng các đề tài và thể loại; mỗi văn liệu lại ra đời trong một hoàn cảnh khác nhau. Người Nahua thời kỳ tiền-chinh phục phân biệt hai thể loại ngữ văn đó là tlahtolli 'bài nói' và cuicatl 'bài hát', gần giống sự khác biệt giữa "văn xuôi" và "thơ ca".
Thể văn xuôi tlahtolli tiếng Nahuatl đã được bảo tồn dưới nhiều dạng. Các thể loại sử ký và biên niên sử ghi chép lại các sự kiện quan trọng trong quá khứ, thường được viết từ quan điểm của một altepetl (một kiểu tổ chức xã hội ở Trung Bộ châu Mỹ) nhất định và thường kết hợp các yếu tố hư lẫn thật. Một số tác phẩm quan trọng thuộc thế loại này có xuất xứ từ Chalco, bởi Chimalpahin; từ Tlaxcala, bởi Diego Muñoz Camargo; từ Mexico-Tenochtitlan, bởi Fernando Alvarado Tezozomoc; và từ Texcoco, bởi Fernando Alva Ixtlilxochitl. Rất nhiều cuốn biên niên sử có tác giả khuyết danh, và chúng thường sử dụng hệ lịch bản địa để đếm năm, chẳng hạn các biên niên sử Cuauhtitlan và Anales de Tlatelolco. Một số câu chuyện thần thoại vẫn còn được lưu truyền, chẳng hạn "Huyền thoại về năm mặt trời", thần thoại sáng thế của người Aztec trong Thủ bản Chimalpopoca.
Thơ ca Nahuatl được lưu tồn thông qua hai tác phẩm chính: Cantares Mexicanos và Romances de los señores de Nueva España, hai cuốn sưu tập nhiều thi phẩm từ thế kỷ 16 và 17. Một số ca khúc có vẻ đã được truyền khẩu từ thời tiền chinh phục cho tới tận thời chữ Latinh phổ cập, chẳng hạn những ca khúc được quy cho vua của Texcoco Nezahualcoyotl. Karttunen & Lockhart (1980) xác định có bốn thể loại ca khúc chính, đó là icnocuicatl ('ca khúc buồn'), xopancuicatl ('ca khúc mùa xuân'), melahuaccuicatl ('ca khúc thường') và yaocuicatl ('ca khúc chiến tranh'). Thơ Aztec vận dụng nhiều hình ảnh ẩn dụ và đề cập đến nhiều chủ đề; có khi là lời than vãn về sự ngắn ngủi của đời người, có khi là sự tung hô lòng quả cảm của các chiến binh hi sinh trong chiến tranh, cũng có khi là sự trân trọng cái đẹp của cuộc sống.

### Phong cách học
Người Aztec phân biệt hai ngữ vực trong ngôn ngữ của họ: tiếng của thường dân (macehuallahtolli) và tiếng của quý tộc (tecpillahtolli). Do văn học là thú tiêu khiển của tầng lớp thượng lưu, hầu hết các tư liệu về văn xuôi và thơ ca được viết theo phong cách tecpillahtolli. Thể văn nói cao sang của giới quý tộc đặc trưng với việc sử dụng biện pháp tu từ sóng đôi, theo đó người hùng biện sẽ sắp câu chữ sao cho cho chúng đi theo cặp. Chẳng hạn như:
- ye maca timiquican
- 'Mong ta không chết'
- ye maca tipolihuican
- 'Mong ta không héo tàn'[131]

Giới ngôn ngữ học còn xác định một kiểu sóng đôi khác là difrasismo, khi người nói hoặc viết ghép hai cụm từ lại với nhau để tạo ra một ý nghĩa ẩn dụ mới. Kiểu ẩn dụ này cực kỳ phổ biến trong các tác phẩm tiếng Nahuatl cổ điển, và đã được Sahagún ghi chép rất tỉ mỉ trong Thủ bản Florentine, cũng như Andrés de Olmos trong cuốn Arte. Ví dụ sau đây biểu diễn phép ẩn dụ difrasismos:
- in xochitl, in cuicatl
- 'Bông hoa, bài hát' – nghĩa là 'bài thơ'
- in cuitlapilli, in atlapalli
- 'cái đuôi, cái cánh' – nghĩa là 'thường dân'
- in toptli, in petlacalli
- 'cái hòm, cái hộp' – nghĩa là 'bí mật'
- in yollohtli, in eztli
- 'quả tim, giọt máu' – nghĩa là 'cacao'
- in iztlactli, in tencualactli
- 'chất độc, nước bọt' – nghĩa là 'dối trá'

### Phụ chú
1. ↑  Danh từ tiếng Nahuatl cổ điển nāhuatl (danh căn tố nāhua, + hậu tố tuyệt cách -tl ) có thể được tạm dịch là "âm thanh trong trẻo".[6] Cái tên này có rất nhiều kiểu chính tả, bao gồm náhuatl (chính tả chuẩn theo tiếng Tây Ban Nha),[7] Naoatl, Nauatl, Nahuatl, và Nawatl. Do hiện tượng phái sinh ngược từ đây nên dân tộc bản ngữ Nahuatl hiện nay có tên là người Nahua.
2. ↑  Căn cứ theo Điều 4: Las lenguas indígenas...y el español son lenguas nacionales...y tienen la misma validez en su territorio, localización y contexto en que se hablen. (tạm dịch: "Các ngôn ngữ bản địa... và tiếng Tây Ban Nha đều là ngôn ngữ quốc gia...và có cùng giá trị pháp lý ở vùng lãnh thổ sử dụng ngôn ngữ đó, ở địa phương và trong ngữ cảnh mà chúng được nói.")
3. ↑  "Aztec chung là thuật ngữ chỉ giai đoạn chung gần đây nhất của các biến thể Nahuatl đương đại; nó không bao gồm phương ngữ Pochutec Campbell & Langacker (1978)." Canger (2000:385 (Note 4))
4. ↑  Chẳng hạn sự chấp thuận Tuyên ngôn quốc tế về quyền ngôn ngữ tại hội thảo ngôn ngữ ở Barcelona vào năm 1996, bản tuyên ngôn mà đã "trở thành điểm quy chiếu chung cho sự phát triển và thảo luận về quyền ngôn ngữ ở Mexico" Pellicer, Cifuentes & Herrera (2006:132)
5. ↑  Đọc Sischo (1979:312) và Canger (2000) để biết sơ lược về các đặc điểm này lần lượt trong tiếng Nahuatl ở Michoacán và Durango
6. ↑  Các từ pero, entender, lo que, và en đều là tiếng Tây Ban Nha. Cách ghép hậu tố -oa cuối dạng vô định của một từ tiếng Tây Ban Nha như entender là chuẩn, ngoài ra còn cho phép ghép thêm các phụ tố động ngữ tiếng Nahuatl khác. Chuỗi lo que tlen, một sự trộn lẫn của cụm lo que 'cái gì' tiếng Tây Ban Nha và tlen 'cái gì' tiếng Nahuatl, cũng có nghĩa là 'cái gì'. en ở đây là tiền giới từ, đứng đầu cụm giới từ; theo truyền thống thì tiếng Nahuatl có hậu giới từ hoặc danh từ quan hệ chứ không có tiền giới từ. Căn từ mexihka, có liên quan đến danh xưng mexihko 'Mexico', thuần gốc Nahuatl, song hậu tố -ano gốc là tiếng Tây Ban Nha; tuy vậy rất có thể toàn bộ từ mexicano đã được mượn lại từ tiếng Tây Ban Nha vào tiếng Nahuatl.
7. ↑  Các từ pero, entender, lo que, và en đều là tiếng Tây Ban Nha. Cách ghép hậu tố -oa cuối dạng vô định của một từ tiếng Tây Ban Nha như entender là chuẩn, ngoài ra còn cho phép ghép thêm các phụ tố động ngữ tiếng Nahuatl khác. Chuỗi lo que tlen, một sự trộn lẫn của cụm lo que 'cái gì' tiếng Tây Ban Nha và tlen 'cái gì' tiếng Nahuatl, cũng có nghĩa là 'cái gì'. en ở đây là tiền giới từ, đứng đầu cụm giới từ; theo truyền thống thì tiếng Nahuatl có hậu giới từ hoặc danh từ quan hệ chứ không có tiền giới từ. Căn từ mexihka, có liên quan đến danh xưng mexihko 'Mexico', thuần gốc Nahuatl, song hậu tố -ano gốc là tiếng Tây Ban Nha; tuy vậy rất có thể toàn bộ từ mexicano đã được mượn lại từ tiếng Tây Ban Nha vào tiếng Nahuatl.
8. ↑  Dù rằng từ chocolate chắc chắn có gốc gác Nahuatl, giả thuyết từ nguyên /ʃokolaːtl/ 'nước đắng' trước đây có vẻ chưa xác đáng. Dakin & Wichmann (2000) đính chính rằng từ nguyên đúng ở đây phải là /tʃikolaːtl/ – một dạng tồn tại ở nhiều phương ngữ Nahuatl hiện đại.
9. ↑  Người Mexica dùng danh từ này để chỉ thủ đô Iximche của người Kaqchikel ở trung tâm Guatemala, song vào thời thực dân thì người Tây Ban Nha dùng từ này để chỉ toàn bộ lãnh thổ mà ngày nay là Guatemala; đọc thêm Carmack (1981:143).

### Dẫn nguồn
1. ↑  "Mexikatlahtolli/Nawatlahtolli (náhuatl)". Secretaría de Cultura/Sistema de Información Cultural (bằng tiếng Tây Ban Nha). Truy cập ngày 20 tháng 6 năm 2022.
2. ↑  Lenguas indígenas y hablantes de 3 años y más, 2020 Lưu trữ ngày 3 tháng 3 năm 2016 tại Wayback Machine INEGI. Censo de Población y Vivienda 2020.
3. ↑  "General Law of Linguistic Rights of Indigenous Peoples" (PDF) (bằng tiếng Tây Ban Nha). Bản gốc (PDF) lưu trữ ngày 11 tháng 6 năm 2008.
4. ↑  "Instituto Nacional de Lenguas Indígenas homepage".
5. ↑  Nordhoff, Sebastian; Hammarström, Harald; Forkel, Robert; Haspelmath, Martin, biên tập (2013). "Aztec". Glottolog. Leipzig: Max Planck Institute for Evolutionary Anthropology.
6. ↑  Andrews 2003, tr. 578,364,398.
7. ↑  "Náhuatl" (bằng tiếng Tây Ban Nha). rae.es. Truy cập ngày 6 tháng 7 năm 2012.
8. ↑  "Nahuatl Family | SIL Mexico". mexico.sil.org. Truy cập ngày 22 tháng 2 năm 2021.
9. 1 2  Suárez (1983:149)
10. ↑  Canger 1980, tr. 13.
11. ↑  Canger 2002, tr. 195.
12. ↑  "Ley General de Derechos Lingüísticos de los Pueblos Indígenas" (PDF). Diario Oficial de la Federación (bằng tiếng Tây Ban Nha). Cámara de Diputados del H. Congreso de la Unión. ngày 13 tháng 3 năm 2003. Bản gốc (PDF online reproduction) lưu trữ ngày 11 tháng 6 năm 2008. Truy cập ngày 31 tháng 8 năm 2013..
13. ↑  Pharao Hansen 2013.
14. ↑  Canger (1988:42–43), Dakin (1982:202), INALI (2008:63), Suárez (1983:149)
15. ↑  Boas 1917.
16. ↑  Knab 1980.
17. ↑  Canger & Dakin (1985:360), Dakin (2001:21–22)
18. ↑  Dakin (2001:21–22), Kaufman (2001)
19. ↑  Launey 1992, tr. 116.
20. ↑  Canger 2001, tr. 385.
21. ↑  Hill & Hill 1986.
22. 1 2  Tuggy (1979)
23. 1 2  Campbell (1985)
24. ↑  Canger 2001.
25. 1 2  Wolgemuth 2002.
26. ↑  Suárez 1983, tr. 20.
27. ↑  Canger (1980:12), Kaufman (2001:1)
28. ↑  Hill 2001.
29. ↑  Merrill và đồng nghiệp 2010.
30. ↑  Kaufman & Justeson 2009.
31. ↑  Justeson và đồng nghiệp 1985, tr. passim.
32. ↑  Kaufman 2001, tr. 3–6,12.
33. ↑  Kaufman & Justeson 2007.
34. ↑  Kaufman 2001, tr. 6,12.
35. ↑  Cowgill (1992:240–242); Pasztory (1993)
36. ↑  Campbell (1997:161), Justeson và đồng nghiệp (1985); Kaufman (2001:3–6,12)
37. ↑  Dakin & Wichmann (2000), Macri (2005), Macri & Looper (2003), Cowgill (2003:335), Pasztory (1993)
38. ↑  Dakin (1994); Kaufman (2001)
39. ↑  Fowler (1985:38); Kaufman (2001)
40. ↑  Carmack 1981, tr. 142–143.
41. ↑  Levy, Buddy (2008). Conquistador: Hernán Cortés, King Montezuma, and the Last Stand of the Aztecs. Bantam Books. tr. 106. ISBN 978-0553384710.
42. ↑  Canger 2011.
43. ↑  Lockhart 1992.
44. ↑  Hinz 1983.
45. ↑  Cline 1993.
46. ↑  Lockhart, Berdan & Anderson 1986.
47. ↑  Cline & León-Portilla 1984.
48. ↑  Jackson 2000.
49. ↑  INAFED (Instituto Nacional para el Federalismo y el Desarrollo Municipal) (2005). "Saltillo, Coahuila". Enciclopedia de los Municipios de México (bằng tiếng Tây Ban Nha) . INAFED, Secretaría de Gobernación. Bản gốc lưu trữ ngày 20 tháng 5 năm 2007. Truy cập ngày 28 tháng 3 năm 2008.. Cộng đồng Tlaxcaltec bị cách ly về mặt pháp lý cho tới tận thế kỷ 19.
50. ↑  Matthew 2012.
51. ↑  Lockhart (1991:12); Lockhart (1992:330–331)
52. ↑  Rincón 1885.
53. ↑  Carochi 1645.
54. ↑  Canger 1980, tr. 14.
55. ↑  Carochi 2001.
56. 1 2  Olko & Sullivan 2013.
57. 1 2  Suárez (1983:165)
58. ↑  Suárez 1983, tr. 140–41.
59. ↑  Suárez 1983, tr. 5.
60. ↑  Cline, Adams & MacLeod 2000.
61. ↑  Rolstad 2002, tr. passim..
62. ↑  Suárez 1983, tr. 167.
63. ↑  Suárez 1983, tr. 168.
64. ↑  INEGI 2005, tr. 49.
65. ↑  Lastra de Suárez (1986), Rolstad (2002:passim)
66. ↑  Pellicer, Cifuentes & Herrera 2006, tr. 132–137.
67. ↑  INALI [Instituto Nacional de Lenguas Indígenas]. "Presentación de la Ley General de Derechos Lingüísticos". Difusión de INALI (bằng tiếng Tây Ban Nha). INALI, Secretaría de Educación Pública. Bản gốc lưu trữ ngày 17 tháng 3 năm 2008. Truy cập ngày 31 tháng 3 năm 2008.
68. ↑  IRIN 2004.
69. ↑  INEGI 2005, tr. 35.
70. ↑  INEGI 2005.
71. ↑  Flores Farfán 2002, tr. 229.
72. ↑  Sischo 1979, tr. passim.
73. ↑  Amith 1989.
74. 1 2  Flores Farfán (1999)
75. ↑  Pury-Toumi 1980.
76. ↑  Pittman, R. S. (1961). The Phonemes of Tetelcingo (Morelos) Nahuatl. Trong B. F. Elson & J. Comas (biên tập), A William Cameron Townsend en el vigésimoquinto aniversario del Instituto Lingüístico de Verano (tr. 643–651). Instituto Lingüístico de Verano.
77. ↑  Launey 1992, tr. 16.
78. ↑  Launey 1992, tr. 26.
79. ↑  Aguilar 2013, dẫn từ Andrews 2003, Bedell 2011, Brockway 1963, và Goller, Goller & Waterhouse 1974
80. ↑  Launey 1992, tr. 19–22.
81. ↑  Canger 2001, tr. 29.
82. ↑  Launey 1999.
83. ↑  Hill & Hill 1980.
84. ↑  Kimball 1990.
85. ↑  Launey 1992, tr. 27–28.
86. ↑  Launey 1992, tr. 88–89.
87. ↑  Hill & Hill (1986) re Malinche Nahuatl
88. ↑  Launey (1992) Chương 13 re classical Nahuatl
89. ↑  Suárez 1977, tr. passim.
90. ↑  Launey 1999, tr. passim.
91. ↑  Wolgemuth 2002, tr. 35.
92. ↑  Suárez 1983, tr. 61.
93. ↑  Canger 1996.
94. ↑  Suárez 1983, tr. 81.
95. 1 2  Suárez (1983:62)
96. ↑  Launey 1992, tr. 207–210.
97. ↑  Suárez 1977, tr. 61.
98. ↑  Launey 1992, tr. 27.
99. ↑  Peralta Ramírez 1991.
100. ↑  Baker 1996, tr. passim..
101. 1 2 3  Pharao Hansen (2010)
102. ↑  Launey 1992, tr. 36–37.
103. 1 2  Sischo (1979:314)
104. 1 2  Canger & Jensen (2007)
105. ↑  Hill & Hill 1986, tr. 317.
106. ↑  Hill and Hill 1986:page#
107. ↑  Suárez 1977.
108. ↑  Canger 2001, tr. 116.
109. ↑  Hill & Hill 1986, tr. 249–340.
110. ↑  Haugen 2009.
111. ↑  Dakin & Wichmann (2000)
112. ↑  Joseph P. Pickett; và đồng nghiệp, biên tập (2000). "ocelot". The American Heritage Dictionary of the English Language (ấn bản thứ 4). Boston, MA: Houghton Mifflin. ISBN 978-0-395-82517-4. OCLC 43499541. Bản gốc (online version) lưu trữ ngày 24 tháng 8 năm 2007. Truy cập ngày 7 tháng 8 năm 2019.
113. ↑  Lockhart 1992, tr. 327–329.
114. ↑  Lacadena 2008.
115. ↑  Whittaker 2009.
116. ↑  Lockhart 1992, tr. 330–335.
117. 1 2 3 4 5  Canger (2002:200–204)
118. ↑  Smith-Stark 2005.
119. ↑  Whorf, Karttunen & Campbell 1993.
120. ↑  McDonough 2014, tr. 148.
121. ↑  Bierhorst 1985, tr. xii.
122. ↑  "Tlahkwiloltlanawatilli (Normas de escritura)".
123. ↑  "Lingüistas y especialistas coinciden en la importancia de normalizar la escritura de la lengua náhuatl".
124. ↑  "Nawatl, mexkatl, mexicano (náhuatl)".
125. ↑  Canger 2002, tr. 300.
126. ↑  León-Portilla 1985, tr. 12.
127. ↑  Karttunen & Lockhart 1980.
128. ↑  Bierhorst 1998.
129. ↑  León-Portilla 1985, tr. 12–20.
130. ↑  Bright 1990, tr. passim..
131. ↑  Bright 1990, tr. 440.
132. ↑  Olmos 1993.
133. ↑  Trích từ Sahagún 1950–82, vol. VI, ff. 202V-211V

### Từ điển tiếng Nahuatl cổ điển
- de Molina, Fray Alonso: Vocabulario en Lengua Castellana y Mexicana y Mexicana y Castellana. [1555] Tái bản không sửa đổi: Porrúa México 1992
- Karttunen, Frances, An analytical dictionary of Náhuatl. NXB Đại học Oklahoma, Norman 1992
- Siméon, Rémi: Diccionario de la Lengua Náhuatl o Mexicana. [Paris 1885] Tái bản không sửa đổi: México 2001

### Ngữ pháp tiếng Nahuatl cổ điển
- Carochi, Horacio. Grammar of the Mexican Language: With an Explanation of its Adverbs (1645) Chuyển ngữ tiếng Anh bởi James Lockhart. NXB Đại học Stanford. 2001.
- Lockhart, James: Nahuatl as written: lessons in older written Nahuatl, with copious examples and texts, Stanford 2001
- Sullivan, Thelma: Compendium of Nahuatl Grammar, NXB Đại học Utah, 1988.
- Campbell, Joe và Frances Karttunen, Foundation course in Náhuatl grammar. Austin 1989
- Launey, Michel. Introducción a la lengua y a la literatura Náhuatl. México D.F.: UNAM. 1992 (tiếng Tây Ban Nha); An Introduction to Classical Nahuatl [Dịch phẩm/phóng tác tiếng Anh bởi Christopher Mackay], 2011, NXB Đại học Cambridge.
- Andrews, J. Richard. Introduction to Classical Nahuatl NXB Đại học Oklahoma: 2003 (ấn bản duyệt lại)

### Phương ngữ hiện đại
- Ronald W. Langacker (ed.): Studies in Uto-Aztecan Grammar 2: Modern Aztec Grammatical Sketches, Summer Institute of Linguistics Publications [Viện Ngôn ngữ Mùa hè] trong Linguistics, 56. Dallas, TX: Summer Institute of Linguistics and the University of Texas at Arlington, tr. 1–140. ISBN 0-88312-072-0. OCLC 6086368. 1979. (Bao gồm các nghiên cứu về tiếng Nahuatl ở Michoacan, Tetelcingo, Huasteca và Bắc Puebla)
- Canger, Una. Mexicanero de la Sierra Madre Occidental, Archivo de Lenguas Indígenas de México [Cục lưu trữ Ngôn ngữ Bản địa của Mexico], #24. México D.F.: El Colegio de México. ISBN 968-12-1041-7. OCLC 49212643. 2001 (Spanish)
- Campbell, Lyle. The Pipil Language of El Salvador, Mouton Grammar Library (No. 1). Berlin: Mouton Publishers. 1985. ISBN 0-89925-040-8. OCLC 13433705.
- Wolgemuth, Carl. Gramática Náhuatl (melaʼtájto̱l) de los municipios de Mecayapan y Tatahuicapan de Juárez, Veracruz, ấn bản 2. 2002. (bằng tiếng Tây Ban Nha)

### Sách tản mạn
- The Nahua Newsletter: biên tập bởi Trung tâm Nghiên cứu Mỹ Latinh và Caribê thuộc Đại học Indiana (Chủ biên Alan Sandstrom)
- Estudios de Cultura Náhuatl: kỷ yếu đặc biệt của Instituto de Investigaciones Históricas (IIH) thuộc Đại học Tự trị Quốc gia México (UNAM), Biên tập: Miguel León Portilla
- A Catalogue of Pre-1840 Nahuatl Works Held by The Lilly Library từ The Indiana University Bookman No. 11. tháng 11, 1973: 69–88.
- Collection of Nahuatl of the Sierra Nororiental de Puebla, Mexico of Jonathan Amith, bao gồm các bản ghi và bản phiên âm tiếng Nahuatl của người bản xứ, lấy từ Archive of Indigenous Languages of Latin America.
- Barnstone, Willis (2003). Literatures of Latin America: From Antiquity to Present. Princeton: Prentice Hall.